# Herpetacanthus acuminatus
Herpetacanthus acuminatus är en akantusväxtart som först beskrevs av Gustav Lindau, och fick sitt nu gällande namn av Cornelis Eliza Bertus Bremekamp. Herpetacanthus acuminatus ingår i släktet Herpetacanthus och familjen akantusväxter. Inga underarter finns listade i Catalogue of Life.